# Chuck Berry

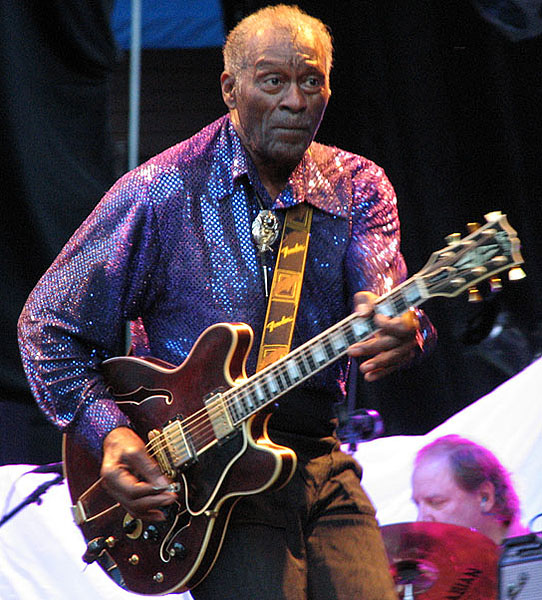
Chuck Berry bei einem Konzert im schwedischen Örebro, 2007

Charles „Chuck“ Edward Anderson Berry (* 18. Oktober 1926 in St. Louis, Missouri; † 18. März 2017 in Wentzville, Missouri) war ein US-amerikanischer Sänger, Gitarrist, Poet, Komponist und ein Pionier des Rock ’n’ Roll. Er wurde 1985 in die Blues Hall of Fame und 1986 ebenso als erstes Mitglied in die Rock and Roll Hall of Fame aufgenommen. Seine Vorbilder waren Nat King Cole, Louis Jordan, Muddy Waters und T-Bone Walker. Chuck Berry gilt als wichtiger Impulsgeber für die Entstehung der Beatmusik und als Erfinder des Duckwalks.

## Leben

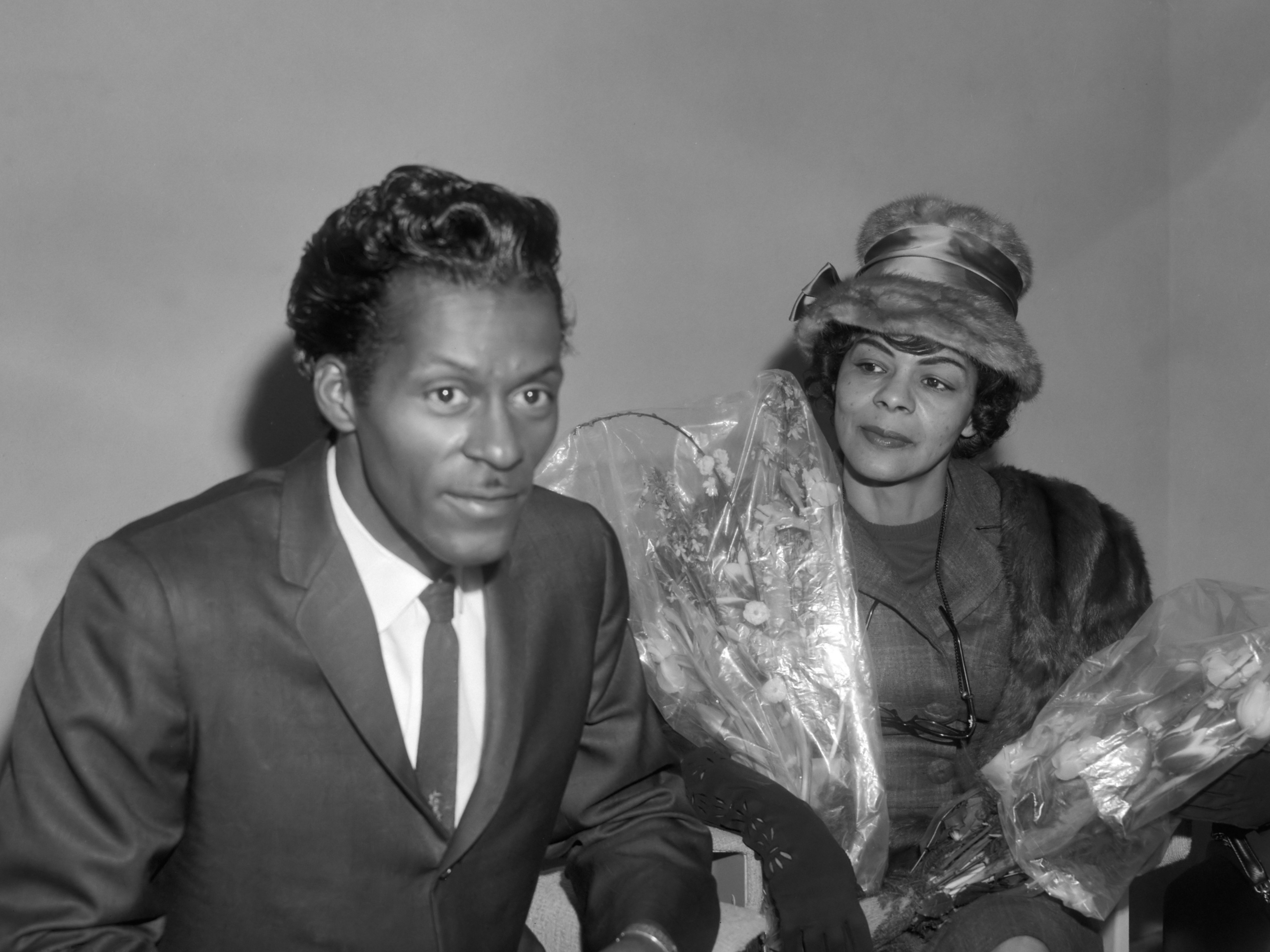
Chuck Berry mit seiner Schwester Lucy Ann, 1965

Charles „Chuck“ Berry war der Sohn von Henry Berry, dem Diakon einer Baptistenkirche, und Martha Berry, einer Schulleiterin. An der Sumner High School in St. Louis begann Berry mit dem Gesang und dem Gitarrespielen. 1944 wurde er wegen bewaffneten Raubüberfalls verurteilt, nachdem er drei Geschäfte in Kansas City, Missouri, überfallen hatte. Anschließend hatte er angeblich noch ein Auto mit vorgehaltener Waffe, die aber wohl nur eine Spielzeugwaffe war, geraubt. Wegen dieser Straftaten saß er bis zu seinem 21. Geburtstag im Jahre 1947 drei Jahre lang im Jugendgefängnis Algoa, nahe Jefferson City ein. Nach seiner vorzeitigen Entlassung arbeitete er als Friseur und nach anderen Quellen in einem Automobil-Montagewerk. 1948 heiratete er Themetta „Toddy“ Suggs. Aus der Ehe gingen zwei Kinder hervor.
Ab 1951 war er Pförtner des Radiosenders WEW und kaufte dort einem Musiker eine E-Gitarre ab. Er erwarb ein Tonbandgerät und begann seine Musik aufzunehmen. 1952 hatte Chuck Berry seine ersten öffentlichen Auftritte im Huff’s Garden – einem Club in St. Louis. Mit einem Auftritt als Ersatzmann im Johnnie Johnson Trio begann seine fast zwanzig Jahre dauernde Zusammenarbeit mit dem Pianisten und Komponisten Johnnie Johnson. Ende 1952 wechselte er in den Cosmopolitan Club. Dort spielte er zunächst vor fast ausschließlich afroamerikanischem Publikum. Es sprach sich jedoch schnell herum, dass dort ein schwarzer Hillbilly auftrat, und schon bald war fast die Hälfte der Zuschauer weiß.
Im Mai 1955 machte er zusammen mit einem Schulfreund einen Ausflug nach Chicago, um dort Howlin’ Wolf, Elmore James und Muddy Waters live zu sehen. Als er sich von Muddy Waters ein Autogramm holte, fragte er, wo er denn selbst Aufnahmen machen könne. Dieser verwies ihn an Chess Records. Nach einigen Tagen war ein Demoband fertig und Berry wandte sich damit an Leonard Chess. Der Produzent war von dem Stück Ida Red beeindruckt und versprach Berry eine Aufnahme-Session. Am 21. Mai wurden die beiden Stücke Ida Red – umbenannt in Maybellene – und Wee Wee Hours aufgenommen.
Maybellene wurde auf Anhieb ein Top-Ten-Hit in den Billboard Charts; er erhielt einen Dreijahresvertrag. Während der anschließenden Tourneen präsentierte er den Duckwalk (Entengang), der seitdem sein Markenzeichen war. Nach eigener Aussage erfand er diese Showeinlage, um von den Falten in seinem Anzug abzulenken. Im April 1956 nahm Chuck Berry mit Roll Over Beethoven einen seiner bekanntesten Hits auf. In den folgenden Jahren entstanden so bekannte Songs wie Sweet Little Sixteen, Rock and Roll Music, Memphis, Tennessee, Carol und Johnny B. Goode, wobei Johnnie Johnson seine Rechte dem Komponisten Berry überließ. Der Johnson gewidmete Titel Johnny B. Goode wurde später als Beispiel der „irdischen Pop-/Rockmusik“ Teil der Voyager Golden Records und mit den Raumsonden Voyager 1 und Voyager 2 ins Weltall geschickt.
Im Dezember 1959 geriet Berry mit der Justiz in Konflikt. Des Vergehens gegen den sogenannten Mann Act (Transport minderjähriger Personen über Bundesstaatsgrenzen zu „unmoralischen“ Zwecken) beschuldigt, wurde er in zweiter Instanz im März 1961 zu drei Jahren Gefängnis verurteilt. Nach seiner vorzeitigen Entlassung im Oktober 1963 konnte er erneut Fuß fassen. Insbesondere in Großbritannien hatte er eine Reihe weiterer Hits mit Songs wie No Particular Place to Go (womit Chuck Berry laut Paul McCartney ein Pionier der „Erotik des Automobils“ war) und You Never Can Tell.

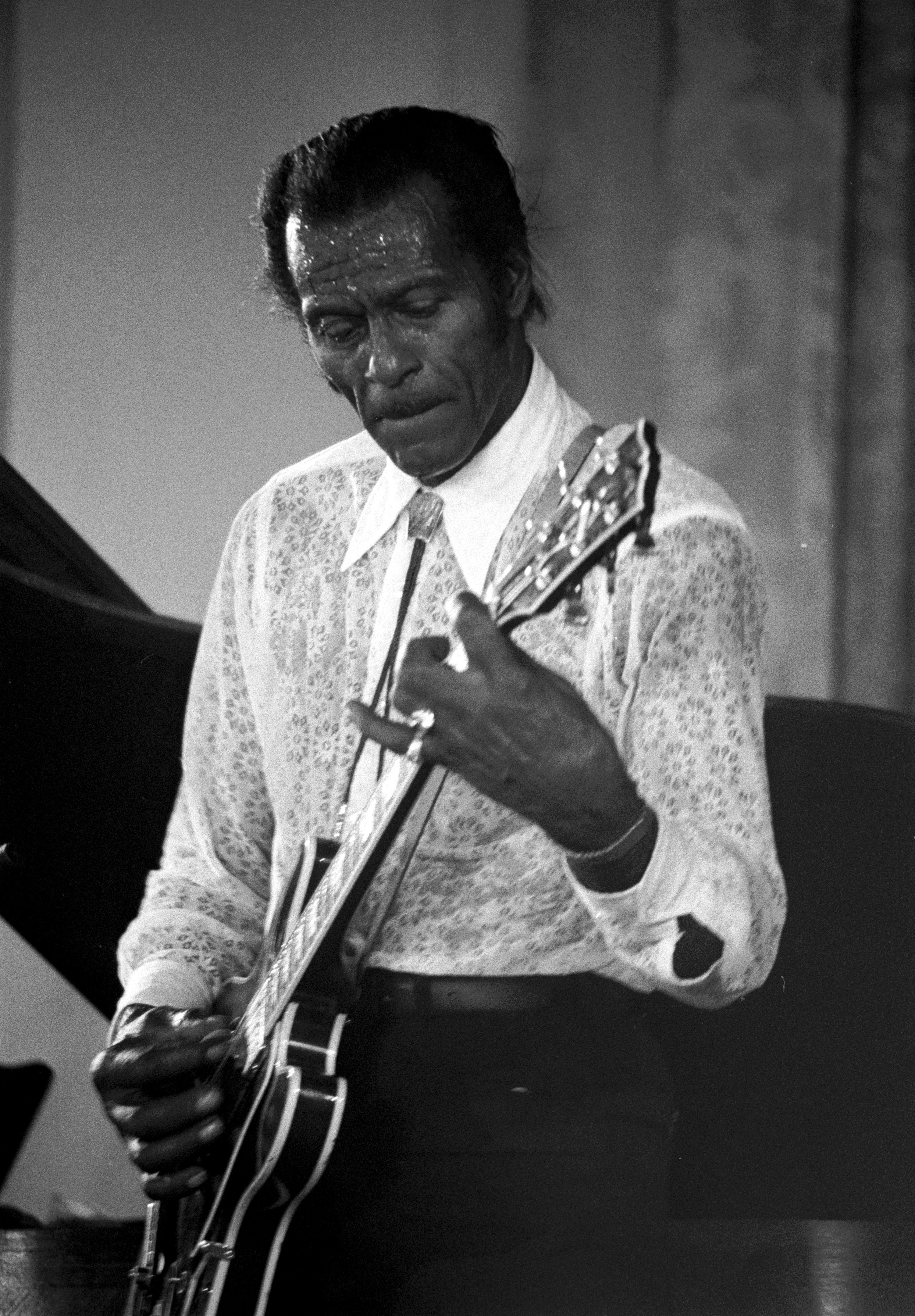
Chuck Berry bei einem Konzert in Frankreich, 1987

Im Jahr 1964 veröffentlichte er ein Album mit dem Titel St. Louis to Liverpool. Nachdem die Band The Beatles mit Coverversionen von Roll Over Beethoven und Rock and Roll Music recht erfolgreich waren, wurde auch Berry wieder gefragter. Ebenfalls 1964 trat er im Konzertfilm zur von Jan and Dean moderierten T.A.M.I. Show in Santa Monica mit Gerry and the Pacemakers auf. 1966/1967 wechselte er von Chess Records zu Mercury. Dort war man jedoch nicht in der Lage, seinen früheren Sound adäquat zu produzieren und zu vermarkten. Nach fünf relativ verkaufsschwachen Alben verließ Berry das Label im Jahre 1969 wieder.
Wieder bei Chess entstand 1970 Back Home. 1972 kam sein meistverkauftes Album The London Chuck Berry Sessions heraus. Die Single-Auskoppelung My Ding-a-Ling wurde sein erster Nummer-eins-Hit in den Pop-Charts, wurde aber von einigen Radiosendern nicht gespielt, weil der Text sexuelle Anspielungen enthielt. Anfang der 1970er wurde Berry zu einem der gefragtesten Rock-Idole und hatte zahlreiche Fernsehauftritte. So wurde er 1973 als eine von vielen Attraktionen zum 25-jährigen Jubiläum Dick Clarks „American Bandstand“ eingeladen. Nach seinem Auftritt wollte ihn das Publikum nicht mehr gehen lassen und forderte eine Zugabe nach der anderen. So geriet die Veranstaltung ungewollt zu einer kleinen Chuck-Berry-Show. Berry gab weiterhin zahlreiche Konzerte weltweit und ging immer seltener ins Plattenstudio. 1979 spielte er sein vorletztes Studioalbum ein. Im selben Jahr trat er unter anderem für US-Präsident Jimmy Carter auf.
Seit Mitte der 1960er Jahre lösten Berrys Auftritte bei den Zuhörern mitunter gemischte Gefühle aus. Kritisiert wurde oft, dass er keine eigene Begleitband mitbrachte, sondern mit örtlichen Bands – etwa The Firebirds – spielte, mit denen er vorher so gut wie nie geprobt hatte. Dass seine Konzerte trotzdem ein Erlebnis sein konnten, lag wohl an der Ausstrahlung des Musikers, der seine alten Hits durch Synkopierung in immer neuem Gewand vortrug. Noch in hohem Alter trat er regelmäßig im Restaurant Blueberry Hill in St. Louis auf und bestritt weltweit Tourneen – bis 2004 oft zusammen mit Jerry Lee Lewis und Little Richard.
Im Jahr 2008 wurde er in Deutschland für sein Lebenswerk mit der Goldenen Kamera ausgezeichnet.

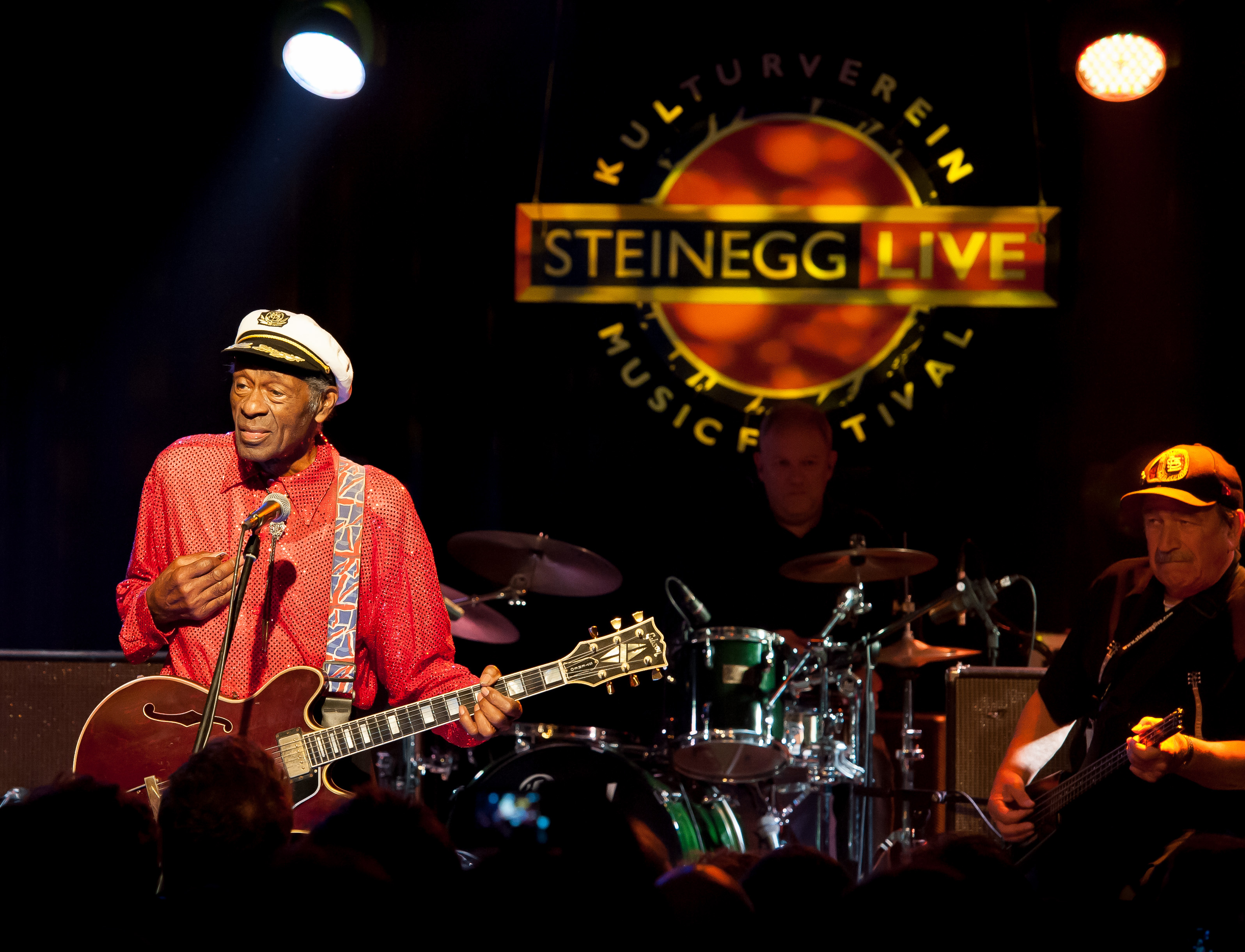
Chuck Berry beim Steinegg Live Festival, Südtirol, Italien – im Rahmen der Europatournee 2013

2013 widmete ihm das britische Fachmagazin Guitar & Bass in seiner Septemberausgabe die Titelstory. Auf mehreren Seiten wurde das Leben und Wirken nachgezeichnet. Im Herbst gab er einige wenige Konzerte in Europa. Kurz nach seinem 87. Geburtstag trat er in Moskau, beim Steinegg Live Festival in Südtirol, in Helsinki und Oulu in Finnland sowie in Oslo auf. Musikalisch wurde er von seinem Sohn Charles Berry jr. (Gitarre), James Marsala (Bass), Robert Lohr (Keyboards) und Keith Robinson (Schlagzeug) begleitet. Ursprünglich war geplant, seine Tochter Ingrid Berry-Clay (Gesang und Mundharmonika) in die Band aufzunehmen. In Helsinki erlitt er einen Schwächeanfall und musste ins Krankenhaus gebracht werden, was ihn jedoch nicht daran hinderte, die beiden letzten Konzerte dieser Europatournee zu geben.
Im August 2014 wurde Chuck Berry neben dem US-amerikanischen Theaterregisseur Peter Sellars mit dem schwedischen Polar Music Prize geehrt. Einen bestimmten „dunklen Fleck in Berrys Vergangenheit“ nannten zuvor die schwedische Königin Silvia und Prinzessin Madeleine als Grund, warum sie sich gegen die Preisverleihung an Berry aussprachen. Die Königin setzte sich seit Jahren für sexuell misshandelte Kinder ein, was sie auch als Begründung dafür angab.
Ein früher Hit von Berry war 1958 Sweet Little Sixteen, in dem er die Geschichte eines jungen Mädchens beschrieb, das ihren Vater darum anbettelt, ein Rock-Konzert besuchen zu dürfen. Auch schilderte er, dass die Jugendliche aufgestylt durch Klamotten, Lippenstift und High Heels beim Konzert war, aber tags darauf dann wieder das süße 16-jährige Mädchen im Klassenzimmer. Im Jahr 1957 besang er in Little Queenie die verbotene Liebe zu einem 17-jährigen Mädchen. Derartiges war bereits damals einigen im Establishment zu viel. Als er Anfang der 1960er Jahre im Gefängnis war, aufgrund eines Vorwurfs der „Förderung der Prostitution von Minderjährigen“, war dies sein Tiefpunkt. Diese Dinge aus seiner Vergangenheit wurden ihm im Zusammenhang mit dem Boykott durch das schwedische Königshaus erneut vorgehalten.
Anlässlich seines 90. Geburtstags kündigte Berry die Veröffentlichung eines neuen Albums mit dem Titel Chuck an. Das Album erschien Mitte 2017 beim Label Dualtone und ist Berrys Ehefrau Themetta „Toddy“ gewidmet, mit der er zum Zeitpunkt der Ankündigung seit 68 Jahren verheiratet war. Es ist postum erschienen.
Berry wurde am 18. März 2017 tot in seiner Wohnung im St. Charles County im US-Bundesstaat Missouri aufgefunden. Am 9. April 2017 wurde er in seiner Geburtsstadt St. Louis beigesetzt.

## Musikalischer Einfluss
Chuck Berry etablierte in den 1950er Jahren fast im Alleingang die Gitarre als führendes Instrument in der Rockmusik. Andere Künstler der Zeit zeigten sich zwar auch gerne mit einer Gitarre, verwendeten sie aber nur zur rhythmischen Begleitung; Soli und Einwürfe kamen von der Begleitband. Berry präsentierte die Gitarre gleichberechtigt zum Gesang mit poetischen ausdrucksstarken Texten. Er setzte sie sowohl zur Begleitung ein, meist mit Powerchords auf den tiefen Saiten, aber auch für Soli, Fills und Licks in den höheren Lagen. Bei letzteren spielte er meist über wenigstens zwei Saiten („double stops“), was einen volleren, dynamischen Ton erzeugte. Auch seine Bendings erfolgten oft auf zwei Saiten.
Wohl eines der berühmtesten Gitarren-Intros bzw. -Riffs überhaupt, das sogar im Spielfilm Zurück in die Zukunft 1985 aufgegriffen wurde, ist das von Johnny B. Goode, das von der Terz zur Oktave aufsteigt, dann abfällt und mit einem Staccato von Grundton und Quinte Spannung aufbaut.
Danach folgen vier Takte auf einem Ton, der Quinte, die er synkopisch verschoben abwechselnd auf der G-Saite von der Quarte hochgezogen und auf der h-Saite gerade anschlägt. Dieser Effekt wurde in den Folgejahren häufig von anderen Gitarristen kopiert. Berry selbst hatte das Intro fast Note für Note vom Stück Ain’t That Just Like a Woman von Louis Jordan übernommen, dort vom Gitarristen Carl Hogan gespielt.
Großen Einfluss hatten auch die Texte, die er zu seinen Liedern schrieb. Für den Musiker Paul McCartney ist Chuck Berry „einer der größten amerikanischen Dichter“. Durch seine bürgerliche Herkunft mit Literatur, Theater und Bibel vertraut, machte Chuck Berry durch hintergründige und sprachverliebte Lyrik anspruchsvollere Texte für den Pop salonfähig und inspirierte maßgeblich die Frühwerke von Bob Dylan, Mick Jagger und John Lennon. Auch der Text des Beatles-Songs Back in the U.S.S.R. war von Chuck Berry (Back in the U.S.A. von 1959) beeinflusst.
Chuck Berry, der sich musikalisch stets treu geblieben ist, gehört zu den Legenden des Rock ’n’ Roll. Er steht in einer Reihe mit Stars wie Little Richard und Fats Domino. Seine Riffs und Licks prägen nach wie vor den Rock ’n’ Roll. Viele seiner Hits wurden von Rockgrößen wie den Beatles, den Beach Boys, den Rolling Stones, Jimi Hendrix, Elvis Presley, Buddy Holly, Paul McCartney, The Sonics oder Electric Light Orchestra nachgespielt. Die Beatles äußerten einmal, dass sie ohne Berry niemals angefangen hätten, Musik zu machen. Die Rolling Stones starteten ihre Karriere mit Chuck-Berry-Songs, und Keith Richards bezeichnete sich wiederholt als Berrys größten Fan. Musiker wie Simon and Garfunkel, Eric Clapton, Bruce Springsteen, AC/DC (deren Gitarrist Angus Young als glühender Verehrer von Berrys Musik gilt), David Bowie, Judas Priest und Motörhead coverten ebenfalls seine Stücke. Status Quo beenden seit über 40 Jahren ihre Konzerte mit Bye Bye Johnny und spielten auch andere Berry-Kompositionen wie Rock and Roll Music, Carol oder Roll over Beethoven live. Die Band Pink Floyd spielte mit Hilfe von elektronischen Feedback-Techniken zerhackte Lieder von Chuck Berry.
Der Rolling Stone listete Berry auf Rang fünf der 100 größten Musiker, auf Rang sieben der 100 größten Gitarristen, auf Rang vier der 100 größten Songwriter und auf Rang 41 der 100 größten Sänger aller Zeiten.
Zu seinen einflussreichsten Songs zählt Roll Over Beethoven. Der Hochschullehrer und Musikpublizist Lutz Lesle schreibt dazu:

„Diese demonstrative Geste, die dem elitären Gehabe der oberen Gesellschaftsschicht in den USA eins auswischen wollte, hat in der Folge Schule gemacht. Die Beatles haben den Song aufgegriffen, mit ihnen manche anderen Musiker der ‚Szene‘: Und so entstand allmählich ein Kapitel Wirkungsgeschichte Beethovens innerhalb der Popmusik. Das bildungsbürgerliche Entweder/Oder, ‚Beethoven oder Rock‘, versuchten die Rockmusiker als ideologisches Vorurteil zu entlarven. Sie propagierten ‚Rock mit Beethoven‘.“

Der deutsche Musikwissenschaftler Peter Wicke merkt an:

„Die Entwicklung ist mit der Technologie der audiovisuellen Massenkommunikation und den dadurch ausgelösten sozialen Wandlungen innerhalb der Kultur tatsächlich über die ästhetischen Maximen eines Beethoven und der großen bürgerlichen Musiktradition buchstäblich ‚hinweggerollt‘. Die Veränderungen waren tiefgreifend. […] Es sind neue Erfahrungen im Medium Kunst, gebunden an die Technik der Massenkommunikation, vermittelt im Alltag ihrer Rezipienten. Sie haben sich in einem Konzept von Musik niedergeschlagen, für das die Begrifflichkeit der Kunstwerk-Ästhetik untauglich ist. Sie haben den akademischen Kunstexperten seiner Autorität beraubt, weil in diesem sozialen Modell von Kunst, den populären Kunstformen, ein jeder zugleich Experte ist. Darin liegt die tiefere Wahrheit von Chuck Berrys Rock 'n' Roll-Nummer aus den 1950er Jahren – Roll Over Beethoven.“

Neu war daran das Verhältnis des Rock ’n’ Roll zu den Massenkommunikationsmitteln Schallplatte und darüber Rundfunk, TV und Film. Rock ’n’ Roll hatte in diesen Mitteln seine Grundvoraussetzungen für sein Dasein. Er akzeptierte diesen Umstand kompromisslos als Chance für künstlerisches Wirken. Die geldbringende Wirkmächtigkeit, welche die Rock 'n' Roll-Musik und allgemein die Pop-Musik zeigte, hatte es zuvor in diesem Ausmaß nicht gegeben. Dies ist nicht, wie oft behauptet, in interpretierter Exotik seiner afroamerikanischen Wurzeln begründet. Denn bereits in der Ära des Swing – über zwei Jahrzehnte zuvor – sind „schwarze“ Künstler und Bands durch ein ganz uneinheitlich hautpigmentiertes Publikum bestätigt worden. Anders als oft behauptet, hat es auch davor schon Austauschvorgänge zwischen sogenannter „schwarzer“ und „weißer“ Musik gegeben. Die teilweise erfolgte Vortäuschung einer völlig separaten Entwicklung afro- und euroamerikanischer Musik fußte in rassistischer Argumentation. Mit dieser wurde versucht errichtete Rassenschranken zu legitimieren, indem ein angeblich in der Hautpigmentierung begründeter tatsächlicher kultureller Gegensatz zwischen „schwarz“ und „weiß“ behauptet wurde, den erst der Rock ’n’ Roll überbrückt habe. Die Beziehungen zwischen der afroamerikanischen Bevölkerungsminderheit in den USA und den Amerikanern „weißer Hautfarbe“ sind auch vor dem Hintergrund willkürlich aufgerichteter Rassenschranken weit vielschichtiger, als ein solches schematisches Schwarz-weiß-Verklären suggeriert.
Das politische Klima zur Entstehungszeit des Songs war: Nur wenige Monate zuvor stellte der Busboykott von Montgomery von 1955/1956 die Rassentrennung in Frage. Dieses Ereignis wird als die Geburtsstunde der US-amerikanischen Bürgerrechtsbewegung angesehen.
Es war unter anderem das Roll Over Beethoven von Berry, in dem das neue musikalische Selbstverständnis der sich in den USA bereits auf ihrem Höhepunkt befindenden Rock 'n' Roll-Begeisterung ihren provokanten und herausfordernden Ausdruck fand. Dieser blieb als so etwas wie ein Leitmotiv des Rock ’n’ Roll bestehen.

## Equipment
Chuck Berry spielte in den 1950er bis Anfang der 1960er Jahre eine Gibson ES-350T, danach hauptsächlich eine Gibson ES-335 in Rot oder Braun.

## Diskografie
Studioalben

| Jahr | Titel                           | Höchstplatzierung, Gesamtwochen, AuszeichnungChartplatzierungen (Jahr, Titel, Platzierungen, Wochen, Auszeichnungen, Anmerkungen) | Höchstplatzierung, Gesamtwochen, AuszeichnungChartplatzierungen (Jahr, Titel, Platzierungen, Wochen, Auszeichnungen, Anmerkungen) | Höchstplatzierung, Gesamtwochen, AuszeichnungChartplatzierungen (Jahr, Titel, Platzierungen, Wochen, Auszeichnungen, Anmerkungen) | Höchstplatzierung, Gesamtwochen, AuszeichnungChartplatzierungen (Jahr, Titel, Platzierungen, Wochen, Auszeichnungen, Anmerkungen) | Höchstplatzierung, Gesamtwochen, AuszeichnungChartplatzierungen (Jahr, Titel, Platzierungen, Wochen, Auszeichnungen, Anmerkungen) | Höchstplatzierung, Gesamtwochen, AuszeichnungChartplatzierungen (Jahr, Titel, Platzierungen, Wochen, Auszeichnungen, Anmerkungen) | Anmerkungen |
| Jahr | Titel                           | DE | AT | CH | UK | US | R&B | Anmerkungen |
| ---- | ------------------------------- | --- | --- | --- | --- | --- | --- | --- |
| 1963 | Chuck Berry on Stage            | — | — | — | UK6 (11 Wo.)UK | US29 (17 Wo.)US | — | Studioalbum mit eingespielten Publikumsgeräuschen                                                                   |
| 1965 | St. Louis to Liverpool          | — | — | — | — | US124 (7 Wo.)US | — | |
| 1972 | The London Chuck Berry Sessions | — | — | — | — | US8 Gold · (47 Wo.)US | R&B8 (33 Wo.)R&B | Studioaufnahmen und Liveaufnahmen vom Auftritt beim Lanchester Arts Festival in Coventry mit der Average White Band |
| 1973 | Bio                             | — | — | — | — | US175 (6 Wo.)US | R&B58 (2 Wo.)R&B | |
| 1986 | Rock ’n’ Roll Rarities          | — | — | — | — | US110 (5 Wo.)US | — | Erstveröffentlichung: März 1986                                                                                     |
| 2017 | Chuck                           | DE31 (3 Wo.)DE | AT19 (4 Wo.)AT | CH14 (6 Wo.)CH | UK9 (4 Wo.)UK | US49 (2 Wo.)US | — | Erstveröffentlichung: 9. Juni 2017                                                                                  |

grau schraffiert: keine Chartdaten aus diesem Jahr verfügbar